# Neotypus melanocephalus
Neotypus melanocephalus là một loài tò vò trong họ Ichneumonidae.